# Vlaška (Ćuprija)
Pour les articles homonymes, voir Vlaška.
Vlaška (en serbe cyrillique : Влашка) est un village de Serbie situé dans la municipalité de Ćuprija, district de Pomoravlje. Au recensement de 2011, il comptait 298 habitants. Son nom signifie « valaque » en serbe, car avant le XIXe siècle les Valaques étaient encore nombreux dans la région.

## Démographie

### Évolution historique de la population
| 1948 | 1953 | 1961 | 1971 | 1981 | 1991 | 2002 | 2011 |
| ---- | ---- | ---- | ---- | ---- | ---- | ---- | ---- |
| 737  | 790  | 816  | 797  | 831  | 856  | 372  | 298  |

|  |